# Nicklas Jensen
Nicklas Jensen (Herning, 6 marzo 1993) è un hockeista su ghiaccio danese.

## Carriera
Dopo aver militato nel Herning Blue Fox dal 2008 al 2010, è approdato in Canada agli Oshawa Generals. Dal 2011 al 2013, a parte una parentesi all'AIK IF in Svezia, ha giocato con i Chicago Wolves in AHL.
Dalla stagione 2012-13 alla stagione 2015-16 si è alternato tra i Vancouver Canucks in NHL e gli Utica Comets in AHL.
Dal 2016 al 2017 ha vestito la casacca dei Hartford Wolf Pack. Nella stagione 2016-17 è approdato nuovamente in NHL con i New York Rangers.
In ambito internazionale, con la rappresentativa danese, ha preso parte alle edizioni 2013 e 2014 dei campionati mondiali.